# Alpha Diounkou
Alpha Richard Diounkou Tecagne (Casamance, 10 ottobre 2001) è un calciatore senegalese, difensore dell'Omonia.

## Biografia
Nato in Senegal, si è trasferito in Spagna con la famiglia da bambino per fuggire dalla guerra.

## Caratteristiche tecniche
Gioca come terzino destro.

## Carriera

### Club
Ha iniziato a giocare a calcio nel Son Cladera e nel 2015 è passato al Maiorca. Due anni più tardi è stato acquistato dal Manchester City, dove ha giocato con le formazioni Under-18 ed Under-23, riuscendo ad ottenere alcune convocazioni con la prima squadra.
Il 31 agosto 2021 ha fatto ritorno in Spagna al Granada, che lo ha contestualmente prestato al San Fernando CD per sei mesi. Il 31 gennaio 2022 è passato con la stessa formula al Barcellona B, venendo confermato anche per la stagione 2022-2023.
Il 1º settembre 2023 è passato in prestito nella prima divisione cipriota all'AEK Larnaca per una stagione. Il 1º luglio dell'anno successivo ha lasciato a definitivamente i biancorossi ed è passato all'Omonia, altro club della prima divisione cipriota.

### Nazionale
Nel 2018 ha partecipato al campionato europeo Under-17 con la Spagna Under-17, e l'anno successivo ha scelto di optare per il Senegal accettando la convocazione della nazionale Under-20 per disputare il campionato mondiale di categoria.

## Statistiche

### Presenze e reti nei club
Statistiche aggiornate al 12 dicembre 2024.
| Stagione            | Squadra             | Campionato          | Campionato | Campionato | Coppe nazionali | Coppe nazionali | Coppe nazionali | Coppe continentali | Coppe continentali | Coppe continentali | Altre coppe | Altre coppe | Altre coppe | Totale | Totale | Totale |
| Stagione            | Squadra             | Comp                | Pres       | Reti       | Comp            | Pres            | Reti            | Comp               | Pres               | Reti               | Comp        | Pres        | Reti        | Pres   | Reti   |        |
| ------------------- | ------------------- | ------------------- | ---------- | ---------- | --------------- | --------------- | --------------- | ------------------ | ------------------ | ------------------ | ----------- | ----------- | ----------- | ------ | ------ | ------ |
| 2021-gen. 2022      | San Fernando CD     | PDR                 | 13         | 0          | CR              | 1               | 0               | -                  | -                  | -                  | -           | -           | -           | 14     | 0      |        |
| gen.-giu. 2022      | Barcellona B        | PDR                 | 16         | 0          | -               | -               | -               | -                  | -                  | -                  | CC          | 1           | 0           | 17     | 0      |        |
| 2022-2023           | Barcellona B        | PF                  | 23         | 0          | -               | -               | -               | -                  | -                  | -                  | -           | -           | -           | 23     | 0      |        |
| Totale Barcellona B | Totale Barcellona B | Totale Barcellona B | 39         | 0          |                 | -               | -               |                    | -                  | -                  |             | 1           | 0           | 40     | 0      |        |
| 2023-2024           | AEK Larnaca         | A                   | 31         | 0          | CC              | 2               | 0               | -                  | -                  | -                  | -           | -           | -           | 33     | 0      |        |
| 2024-2025           | Omonia              | A                   | 11         | 0          | CC              | 0               | 0               | UCL                | 12                 | 0                  | -           | -           | -           | 23     | 0      |        |
| Totale carriera     | Totale carriera     | Totale carriera     | 94         | 0          |                 | 3               | 0               |                    | 12                 | 0                  |             | 1           | 0           | 110    | 0      |        |

## Palmarès

### Club

#### Competizioni giovanili
- FA Youth Cup: 1

Manchester City: 2019-2020